# موش کور طلایی زبرمو
موش کور طلایی زبرمو(نام علمی: Chrysospalax villosus) نام یک گونه از سرده طلایی‌موش‌های بزرگ است.